# 中广电移动
中广电移动网络有限公司（簡稱“中广电移动”），是具体负责中国广电5G建设运营工作的企业，由中国广播电视网络集团有限公司（中国广电集团）与中国广电网络股份有限公司（中国广电股份）出资200亿元于2022年3月3日注册设立。现任董事长宋起柱，董事兼总经理梁晓涛。

## 发展历程
2022年5月30日，工信部无线管局的399号文件中已就700MHz等频率许可作了相应的变更，根据中国广电集团公司的申请，依法将其使用的5G公众移动通信系统频率变更为中广电移动网络有限公司使用，并为中广电移动公司颁发了703-733/758-788MHz、3300-3400MHz和4900-4960MHz频段5G公众移动通信系统频率使用许可证。
2022年6月，工信部将中广电移动与其他三大运营商共同列为了可申诉四大基础电信运营商，意味着中广电移动正式成为广电5G等移动通信业务的实际运营公司。
2022年6月27日，中国广电正式推出5G网络服务，其192号段开始向公众放号。截至9月27日，中国内地31个省（自治区、直辖市）全部开通广电5G网络服务。

## 机构设置

### 内设机构
中广电移动公司共设置6大部门10个中心，分别如下：
- 市场经营部
  - 渠道运营中心
  - 数字资产中心
  - 产品创新中心
  - 融合发展中心
- 监管协同部
- 服务业务部
  - 客服中心
  - 卡号中心
- 计划财务部
  - 财务共享中心
- 技术部
  - 工程建设中心
- 网络发展部
  - 信息技术中心
  - 网管中心

### 分支机构
中广电移动网络有限公司有如下分支机构：
- 中广电移动网络有限公司河南分公司
- 中广电移动网络有限公司江苏分公司
- 中广电移动网络有限公司宁夏分公司
- 中广电移动网络有限公司安徽分公司
- 中广电移动网络有限公司广西分公司
- 中广电移动网络有限公司辽宁分公司
- 中广电移动网络有限公司山东分公司
- 中广电移动网络有限公司河北分公司
- 中广电移动网络有限公司湖南分公司
- 中广电移动网络有限公司陕西分公司
- 中广电移动网络有限公司江西分公司
- 中广电移动网络有限公司重庆分公司
- 中广电移动网络有限公司新疆分公司
- 中广电移动网络有限公司贵州分公司
- 中广电移动网络有限公司吉林分公司
- 中广电移动网络有限公司山西分公司
- 中广电移动网络有限公司湖北分公司
- 中广电移动网络有限公司海南分公司
- 中广电移动网络有限公司甘肃分公司
- 中广电移动网络有限公司内蒙古分公司
- 中广电移动网络有限公司福建分公司
- 中广电移动网络有限公司天津分公司
- 中广电移动网络有限公司黑龙江分公司
- 中广电移动网络有限公司浙江分公司
- 中广电移动网络有限公司北京分公司
- 中广电移动网络有限公司云南分公司
- 中广电移动网络有限公司西藏分公司
- 中广电移动网络有限公司广东分公司
- 中广电移动网络有限公司四川分公司
- 中广电移动网络有限公司青海分公司
- 中广电移动网络有限公司上海分公司

## 业务

### 基础电信业务
中广电移动的业务范围包括基于LTE（TD-LTE、LTE-FDD）／LTE-A（4G）、NR（5G）规格的移动通信业务。在中国大陆地区由中国广电提供服务的移动电话号码以192开头。

#### 无线电频带
| 类型 | 制式 | 服务频段 (MHz)  | 所属工作频段 (MHz) | 所属工作频段号 | 所属频段通用名称 | 当前状态 | 备注                                     |
| ---- | ---- | --------------- | ------------------ | -------------- | ---------------- | -------- | ---------------------------------------- |
| 5G   | NR   | 703-733 758-788 | 703-743 758-798    | Band n28       | APT              | 服务中   | 与中国移动共建共享                       |
| 5G   | NR   | 2515–2615       | 2496–2690          | Band n41       | BRS/EBS          | 服务中   | 中国移动共享频段                         |
| 5G   | NR   | 3300–3400       | 3300–3800          | Band n78       | C-Band           | 服务中   | 仅用于室内覆盖，与中国电信、中国联通共享 |
| 5G   | NR   | 4900–4960       | 4400–5000          | Band n79       | C-Band           | 服务中   | 热点地区部署， 与中国移动共享            |